# Ooctonus aureinotum
Ooctonus aureinotum är en stekelart som beskrevs av Alan Parkhurst Dodd 1917. Ooctonus aureinotum ingår i släktet Ooctonus och familjen dvärgsteklar. Inga underarter finns listade i Catalogue of Life.